# Karl Johans förbundet

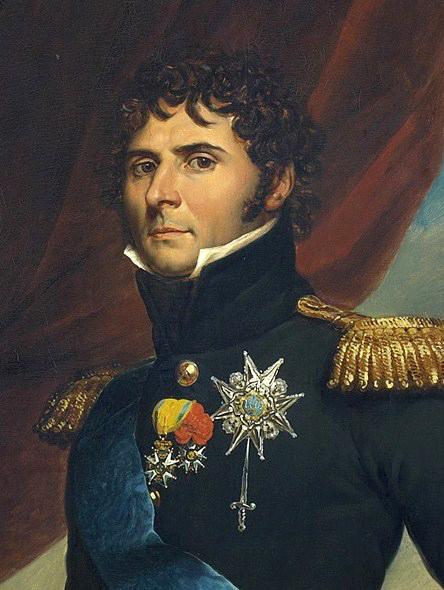
Kung Karl XIV Johan, 1763-1844.

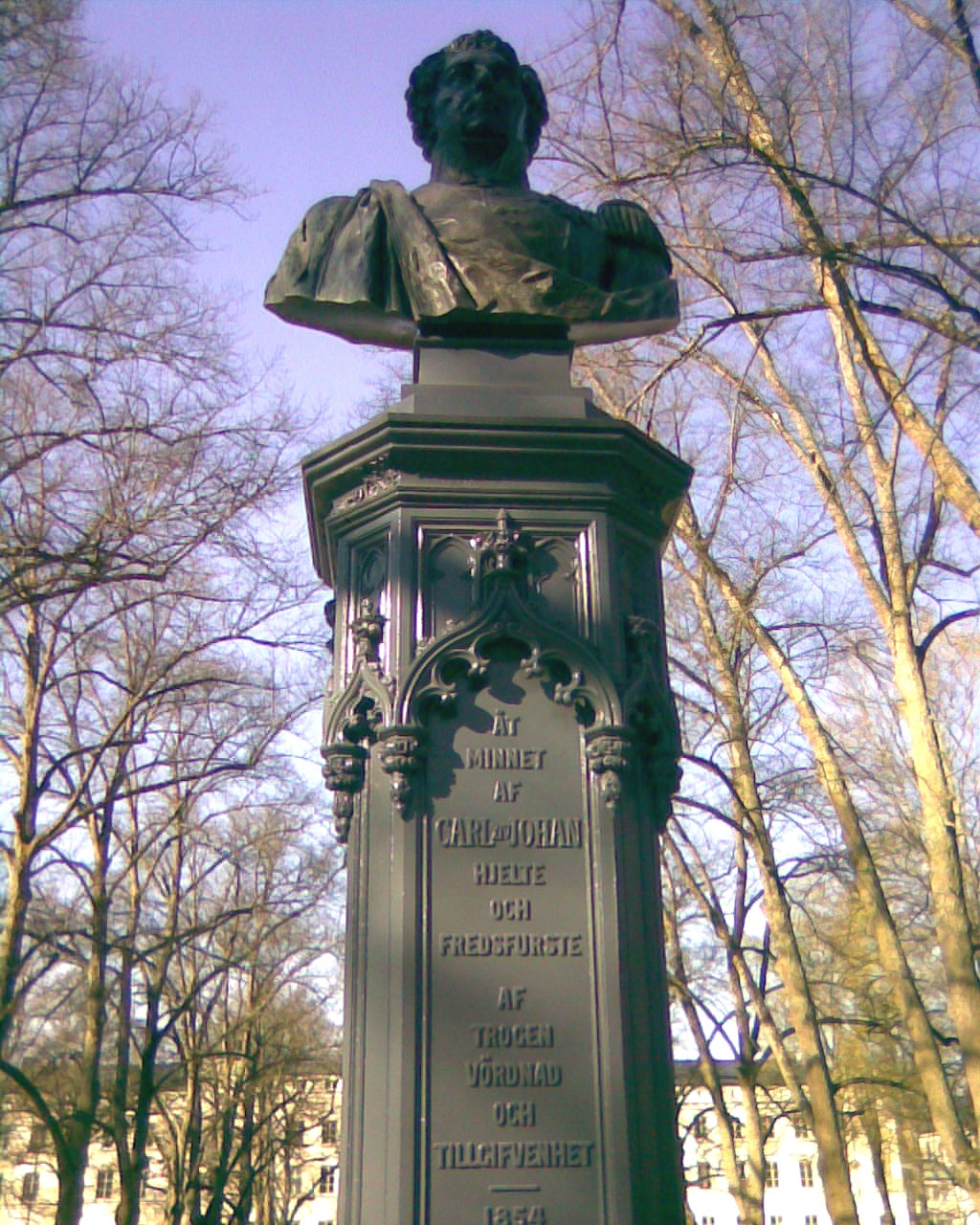
Karl XIV Johan-bysten i Carolinaparken.

Karl Johans-förbundet (även Carl Johans-förbundet) är ett historiskt sällskap i Uppsala som grundades 1848 till minne av kung Karl XIV Johan.

## Förbundet
Förbundet har en nära anknytning till Uppsala universitet och står under beskyddarskap av kung Carl XVI Gustaf. Drottning Silvia är förbundets främsta ledamot, medan Kronprinsessan Victoria, Prins Carl Philip och Prinsessan Madeleine är hedersledamöter. 
Förbundets ordförande sedan 2017 är fil. dr Henrik Edgren, han efterträdde professor Karin Caldwell. Tidigare ordförande omfattar professorn i historia Torkel Jansson (ordförande mellan 2007 och 2016) och landshövding Jan-Erik Wikström. 2012 ingick professor Torkel Jansson, greve Folke Bernadotte af Wisborg, fil. dr Hanna Östholm, direktör Lasse Skiöld, fil. dr Henrik Edgren, leg. läkare Carl Peter Wickström samt docent Ingrid Åberg i styrelsen. Henrik Edgren är även redaktör för Carl Johans förbundets handlingar, som utkommer vart 6:e år. Senaste utgåvan omfattade åren 2006–2012.

## Historia
Förbundets första aktivitet var en hyllning till minnet av Karl XIV Johans dödsdag under ledning av Israel Hwasser den 8 mars 1848. Denna tillställning upprepades de följande åren och 1851 konstituerades ett fast sällskap med förbundets nuvarande namn. 1858 bildades en norsk avdelning i Kristiania av historikern Peter Andreas Munch, och tre år senare antog sällskapet sina första formella stadgar. Hwasser var förbundets ordförande fram till sin död 1860, samma år som sällskapet bekostade präglingen av ett minnesmynt.
1854 beställde förbundet en byst av Karl XIV Johan; bysten skapades av Bengt Erland Fogelberg och står i Carolinaparken i Uppsala. 1857 inrättades en fond som senare skulle användas till att belöna författare som hade skrivit om Karl XIV Johans historia och gärningar. Två hederspriser om 4 500 kr vardera till Oscar Alin och Yngvar Nielsen delades ut 1894.
1906 ombildades förbundet till följd av unionsupplösningen och den norska avdelningen upphörde. Förbundets nya stadgar fastslog att sällskapet "har till ändamål att hålla i vördnad och tacksamt erkännande minnet af hjältekonungen Karl XIV Johan" och med stöd av fonden "belöna förtjänstfulla arbeten öfver Nordens historia och utdela understöd åt däraf förtjänta män, som önska för samma ändamål göra forskningsresor som hafva Karl Johans person och tid eller Nordens historia efter 1809 till föremål".
Åren 1917-1921 var Gustaf Jacobson förbundets sekreterare.

## Handlingar
Carl Johans förbundets handlingar utges regelbundet sedan 1860-talet. 